# Eoscyllina
Eoscyllina is een geslacht van rechtvleugeligen uit de familie veldsprinkhanen (Acrididae). De wetenschappelijke naam van dit geslacht is voor het eerst geldig gepubliceerd in 1909 door Rehn.

## Soorten
Het geslacht Eoscyllina omvat de volgende soorten:
- Eoscyllina fuscata Navás, 1904
- Eoscyllina guangxiensis Li & You, 1987
- Eoscyllina heilongjiangensis Zheng, Xu, Zhang, Sun & Li, 2008
- Eoscyllina inexpectata Rehn, 1909
- Eoscyllina kweichowensis Zheng, 1977
- Eoscyllina luzonica Bolívar, 1914
- Eoscyllina rufitibialis Li, Ji & Lin, 1985
- Eoscyllina wuzhishanensis Liu & Li, 1995
- Eoscyllina yaoshanensis Li & You, 1987